# کونای ۷۹۰۱
سیارک ۷۹۰۱ (به انگلیسی: 7901 Konnai، نامگذاری:1996DP) هفت هزار و نهصد و یکمین سیارک کشف شده‌است که در ۱۹ فوریه ۱۹۹۶ کشف شد.